# Heinrich
Heinrich är den tyska formen av namnet Henrik.
En annan vanlig tysk variant av namnet är Heinz.

## Personer med namnet Heinrich
- Heinrich Böll, tysk författare
- Heinrich Heine, tysk författare
- Heinrich Himmler, nazistisk politiker
- Heinrich Hoffmann, tysk författare
- Heinrich von Kleist, tysk författare
- Heinrich Mann, tysk författare
- Heinrich Schütz, tysk tonsättare
- Heinrich Müller (teolog) (1631–1675), tysk präst
- Heinrich Müller (anatom) (1820–1864), tysk anatom med ögat som specialitet
- Heinrich Müller-Breslau (1851–1925), tysk civilingenjör och professor
- Heinrich Müller (Gestapo) (1900–1945), tysk Gestapo-chef
- Heinrich Müller (fotbollsspelare, född 1889) (1889–1957), schweizisk fotbollsspelare och -tränare
- Heinrich Müller (fotbollsspelare, född 1909) (1909–2000), österrikisk fotbollsspelare och -tränare
- Heinrich Hertz
- Heinrich Friedrich Karl vom und zum Stein
- Heinrich Brüning
- Heinrich von Vietinghoff